# Candi Milo
Candi Milo (San Jose (Californië), 21 januari 1961) is een Amerikaans stemactrice en zangeres. Ze heeft onder andere ingesproken voor Jimmy Neutron, Dexter's Laboratory, Cow and Chicken en W.I.T.C.H..

## Filmografie
- The Adventures of Jimmy Neutron: Boy Genius - Nick Dean, Britney
- Aladdin - Thundra
- All Grown Up! - Justin, Amelia
- An American Tail: The Mystery of the Night Monster - Madam Mousey
- The Ant Bully - Zuster #3
- Astro Boy - Astro Boy, Kennedy
- Ay Quiero Del Mundo - Raquel Sanchez
- Baten Kaitos Origins - Almarde
- The Buzz On Maggie - Chip, Mrs. Wingston
- ChalkZone - Snap
- Clifford's Puppy Days - Nina's Mother
- Codename: Kids Next Door - Miss Goodwall, Lydia Gilligan, Madam Margaret
- Cool World - Lonette, Bob
- Cow and Chicken - Mom, Leraar
- Cro - Nandy
- De avonturen van de gelaarsde kat - Kid Pickles, Cevuil
- Dexter's Laboratory - Dexter (Seizoen 3)
- El Tigre: The Adventures of Manny Rivera - Zoe Aves/Black Cuervo
- Final Fantasy X/Final Fantasy X-2 - Lucil, Dona, Pacce
- Foster's Home for Imaginary Friends - Cheese, Crackers, Coco, Madame Foster
- The New Woody Woodpecker Show - Teany
- The Emperor's New School - Coach Sweetie
- The Grim Adventures of Billy and Mandy - Grim's Mom
- The Happy Elf - Curtis
- Invader Zim - toevoegende stemmen
- The Life and Times of Juniper Lee - Ophelia Ramírez, Barbara Lee
- Little Einsteins - Annie
- Loonatics Unleashed - Zadavia
- Maya & Miguel - Maya Santos, Tito Chavez
- Mirmo! - Bike
- ¡Mucha Lucha! - The Flea
- My Life as a Teenage Robot - Ms. Nora Wakeman
- Pepper Ann - Constance Goldman
- Pet Alien - Gabby, Tommy's Mom, Melba
- Rugrats - Chuckie Finster (Voiced 65 episodes)
- Santo Bugito - Mother Bug, Rose
- Scooby-Doo and the Alien Invaders - Crystal
- Scooby-Doo and the Monster of Mexico - Charlene
- Stanley - Ms. Diaz
- SWAT Kats: The Radical Squadron - Ann Gora
- The Replacements - Amanda McMurphy/Jacobo
- Tiny Toon Adventures - Sweetie Pie
- W.I.T.C.H. - Irma Lair, Anna Lair, Trill
- Spirited Away - toevoegende stemmen
- Space Jam: A New Legacy - Granny